# Massangis
Massangis és un municipi francès, situat al departament del Yonne i a la regió de Borgonya - Franc Comtat. L'any 2007 tenia 406 habitants.

## Demografia

### Població
El 2007 la població de fet de Massangis era de 406 persones. Hi havia 168 famílies, de les quals 64 eren unipersonals (36 homes vivint sols i 28 dones vivint soles), 64 parelles sense fills, 36 parelles amb fills i 4 famílies monoparentals amb fills.
La població ha evolucionat segons el següent gràfic:
Habitants censats

### Habitatges
El 2007 hi havia 321 habitatges, 174 eren l'habitatge principal de la família, 106 eren segones residències i 41 estaven desocupats. 312 eren cases i 9 eren apartaments. Dels 174 habitatges principals, 140 estaven ocupats pels seus propietaris, 27 estaven llogats i ocupats pels llogaters i 7 estaven cedits a títol gratuït; 1 tenia una cambra, 26 en tenien dues, 26 en tenien tres, 53 en tenien quatre i 67 en tenien cinc o més. 118 habitatges disposaven pel capbaix d'una plaça de pàrquing. A 92 habitatges hi havia un automòbil i a 53 n'hi havia dos o més.

### Piràmide de població
La piràmide de població per edats i sexe el 2009 era:
| Homes | Edats   | Dones |
| ----- | ------- | ----- |
| 0     | 95 o +  | 0     |
| 0     | 90 a 94 | 0     |
| 4     | 85 a 89 | 0     |
| 4     | 80 a 84 | 4     |
| 4     | 75 a 79 | 4     |
| 8     | 70 a 74 | 28    |
| 32    | 65 a 69 | 24    |
| 4     | 60 a 64 | 16    |
| 12    | 55 a 59 | 4     |
| 12    | 50 a 54 | 28    |
| 20    | 45 a 49 | 8     |
| 12    | 40 a 44 | 16    |
| 8     | 35 a 39 | 8     |
| 16    | 30 a 34 | 4     |
| 4     | 25 a 29 | 8     |
| 4     | 20 a 24 | 8     |
| 8     | 15 a 19 | 8     |
| 20    | 10 a 14 | 8     |
| 12    | 5 a 9   | 8     |
| 8     | 0 a 4   | 0     |

## Economia
El 2007 la població en edat de treballar era de 234 persones, 123 eren actives i 111 eren inactives. De les 123 persones actives 104 estaven ocupades (64 homes i 40 dones) i 19 estaven aturades (8 homes i 11 dones). De les 111 persones inactives 30 estaven jubilades, 16 estaven estudiant i 65 estaven classificades com a «altres inactius».

### Ingressos
El 2009 a Massangis hi havia 177 unitats fiscals que integraven 367 persones, la mediana anual d'ingressos fiscals per persona era de 16.351 €.

### Activitats econòmiques
Dels 9 establiments que hi havia el 2007, 1 era d'una empresa extractiva, 2 d'empreses de construcció, 1 d'una empresa de comerç i reparació d'automòbils, 1 d'una empresa d'hostatgeria i restauració, 1 d'una empresa immobiliària, 1 d'una empresa de serveis i 2 d'empreses classificades com a «altres activitats de serveis».
Dels 4 establiments de servei als particulars que hi havia el 2009, 1 era un paleta, 1 electricista, 1 restaurant i 1 agència immobiliària.
L'any 2000 a Massangis hi havia 8 explotacions agrícoles que ocupaven un total de 1.872 hectàrees.

## Equipaments sanitaris i escolars
El 2009 hi havia una escola elemental.

## Poblacions més properes
El següent diagrama mostra les poblacions més properes.